# Obiekt pożądania
Obiekt pożądania (Love Object) – amerykański film fabularny, umiejętnie łączący konwencje horroru, czarnej komedii oraz erotyki. Główną rolę powierzono Desmondowi Harringtonowi (Droga bez powrotu). Początkowo film miał zostać wydany na rynku wideo, spotkał się jednak z przychylnością krytyki, automatycznie trafiając do kin.

## Fabuła
Kenneth Winslow, młody, przystojny i ambitny mężczyzna, żyje pracą w bezosobowej korporacji Accurate Technical Publishing, gdzie trudni się sporządzaniem instrukcji obsługi różnych urządzeń. W jego życiu nie ma miejsca na przyjaźń, a już na pewno brak w nim miłości. Pewnego dnia zachęcony przez kolegów efektowną ulotką, decyduje się zamówić za około 10.000 dolarów w firmie Nowoczesny Wypoczynek erotyczną lalkę, łudząco przypominającą żywą kobietę. Wkrótce między nią a Kennethem nawiązuje się specyficzny związek. Tymczasem w pracy Winslowa pojawia się piękna asystentka Lisa. Kenneth decyduje się do niej zbliżyć.

## Obsada
- Desmond Harrington – Kenneth Winslow
- Melissa Sagemiller – Lisa Bellmer
- Rip Torn – Novak
- Robert Bagnell – Martin
- Brad William Henke – Dotson
- John Cassini – Jason
- Udo Kier – Radley